# Схалкен, Годфрид
Годфрид Схалкен (нидерл. Godfried Schalcken; 1643, Дриммелен, Северный Брабант — 16 ноября 1706, Гаага) — голландский живописец, рисовальщик и гравёр в технике офорта. Помимо Голландии работал в Лондоне и Дюссельдорфе. Его дочь — Франсуаза Схалкен (1692—1757), вышла замуж за архитектора Питера Якобса. Его племянник и ученик — Якоб Схалкен (1717—1733) — также живописец. Известны и другие художники, члены этой семьи.

## Жизнь и творчество
Готфрид Схалкен жил и работал в период «золотого века голландской живописи». Писал в основном портреты и картины бытового жанра, часто с использованием эффекта скрытого источника света, так называемых «ночных сцен».
Художник родился в Маде, коммуна Дриммелен, в Северном Брабанте, в семье Корнелиса Схалкена и Алетты Лидиус. До того, как ему исполнилось четыре года, семья переехала в Дордрехт, где его отец стал ректором латинской школы. Схалкен учился живописи у Самюэля ван Хогстратена. Затем, около 1675 года, переехал в Лейден, где трудился в мастерской ученика Рембрандта Герарда Доу. В ранних произведениях Схалкена чувствуется влияние творчества Доу.
Схалкен работал в Лейдене примерно до 1675 года, затем, в 1691 году вернулся в Дордрехт, после чего поселился в Гааге. В октябре 1679 года художник женился на Франсуазе ван Димен, в этом браке у него родились трое сыновей. В 1692—1697 годах он жил и работал в Англии, но его грубость и дурной нрав отдалили его от местного общества. В 1703 году в Дюссельдорфе Годфрид Схалкен был нанят Иоганном Вильгельмом, курфюрстом Пфальца в качестве придворного живописца. Он посетил Англию и написал несколько портретов, среди них поясной портрет Вильгельма III (ныне в Рейксмюсеуме в Амстердаме..
Как и Доу, Схалкен специализировался на небольших сценах с эффектами освещения скрытым источником или пламенем свечи, в небольших форматах, который предпочитали мастера лейденской школы «тонкой», или «гладкой», живописи, так называемые «фейншильдеры» (нидерл. fijnschilders).
Учеником Схалкена был портретист Арнольд ван Бонен.
Произведения Годфрида Схалкена можно видеть в различных музеях Великобритании, а также Парижа, Берлина, Вены, Дрездена, Амстердама, Мюнхена, Гааги. В санкт-петербургском Эрмитаже имеется три картины Схалкена.

## «Странное событие из жизни художника Схалкена»
Некоторые загадочные картины Схалкена послужили основанием для готической истории Шеридана Ле Фаню «Странное событие из жизни художника Схалкена», адаптированной в качестве одной из серий «Рождественских историй с привидениями» (англ. "A Ghost Story for Christmas"), транслировавшейся по телеканалу BBC 23 декабря 1979 года.

## Галерея

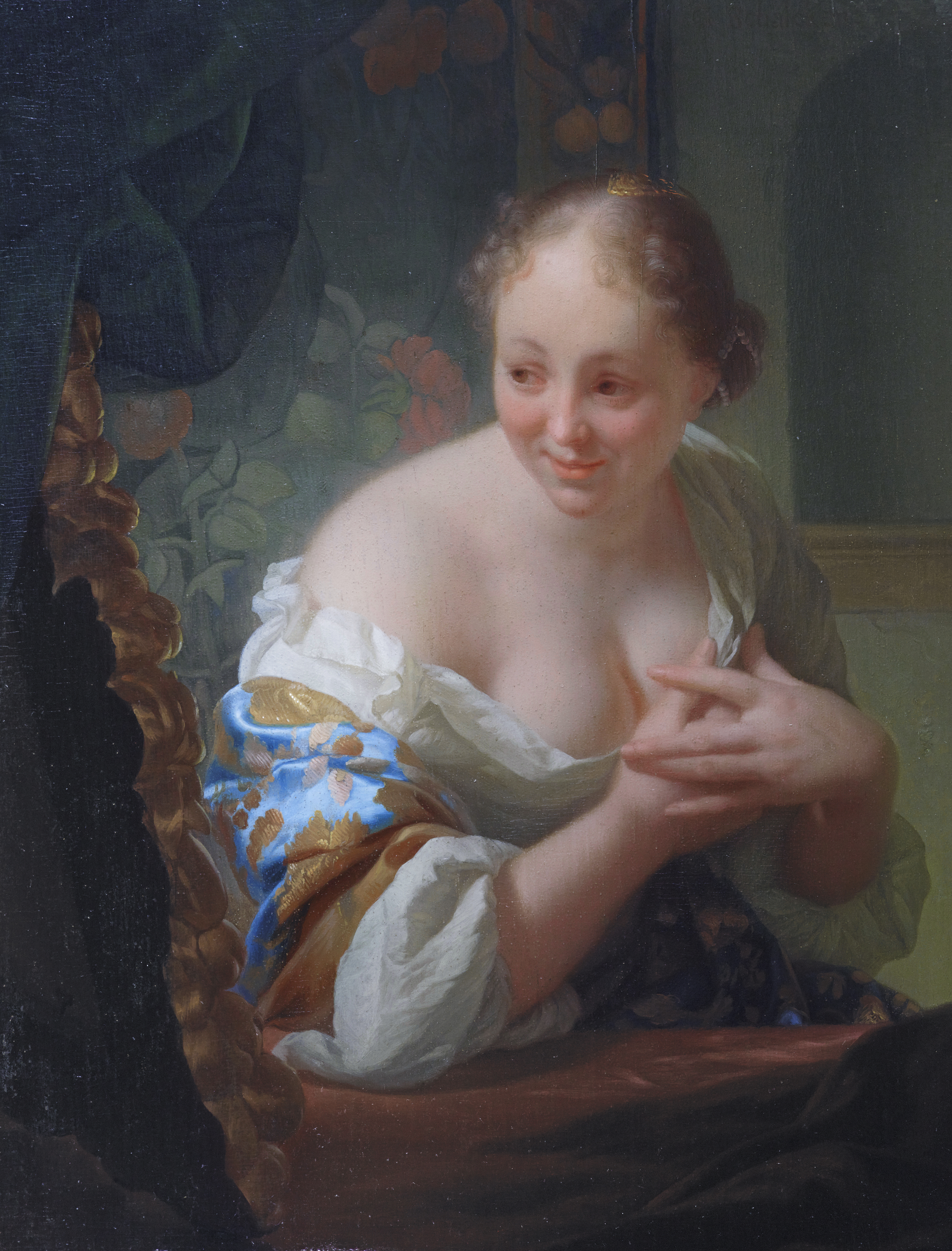
Молодая женщина перед зеркалом. До 1706. Дерево, масло. Музей Вальрафа-Рихарца, Кёльн
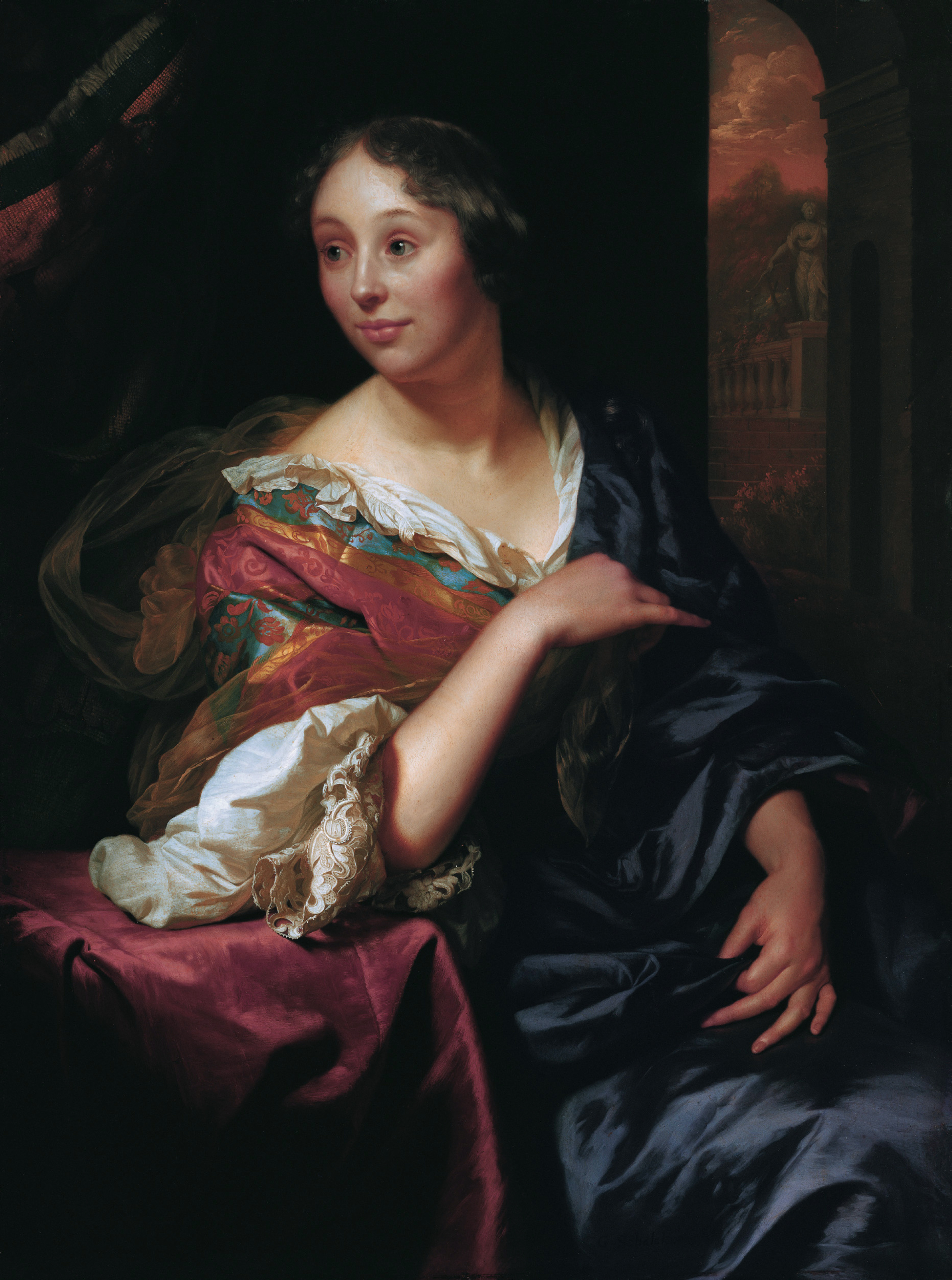
Франсуаза ван Димен, супруга художника. 1679. Медь, масло. Коллекция Лихтенштейнов, Вена
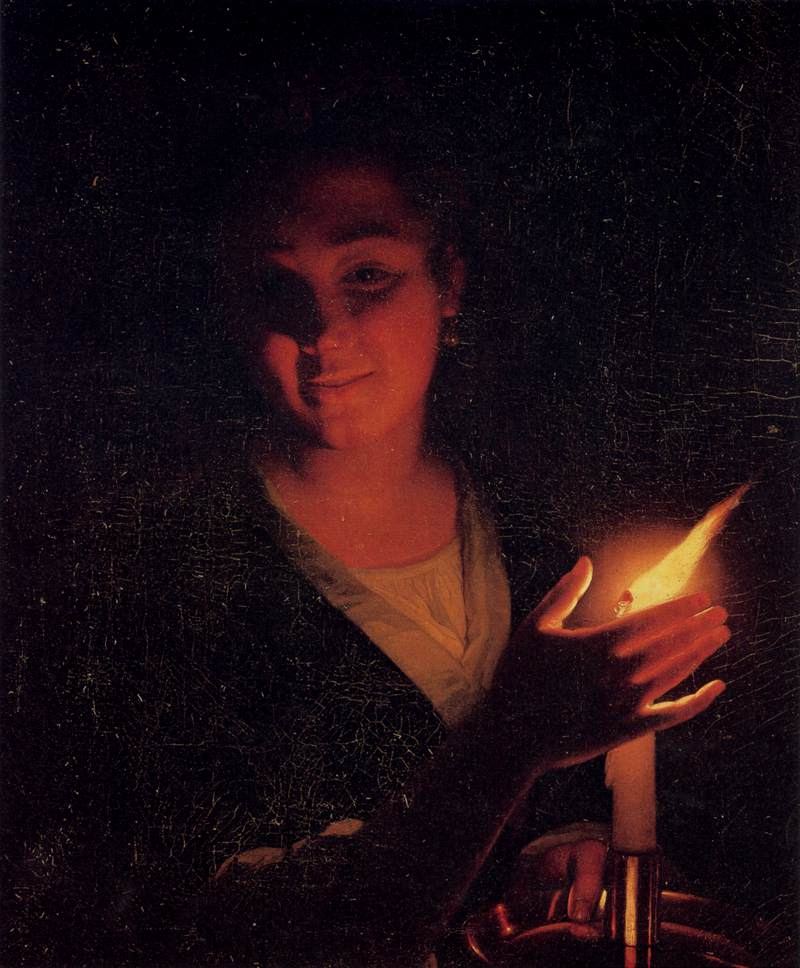
Молодая женщина со свечой. Между 1670 и 1675. Холст, масло. Уффици, Флоренция
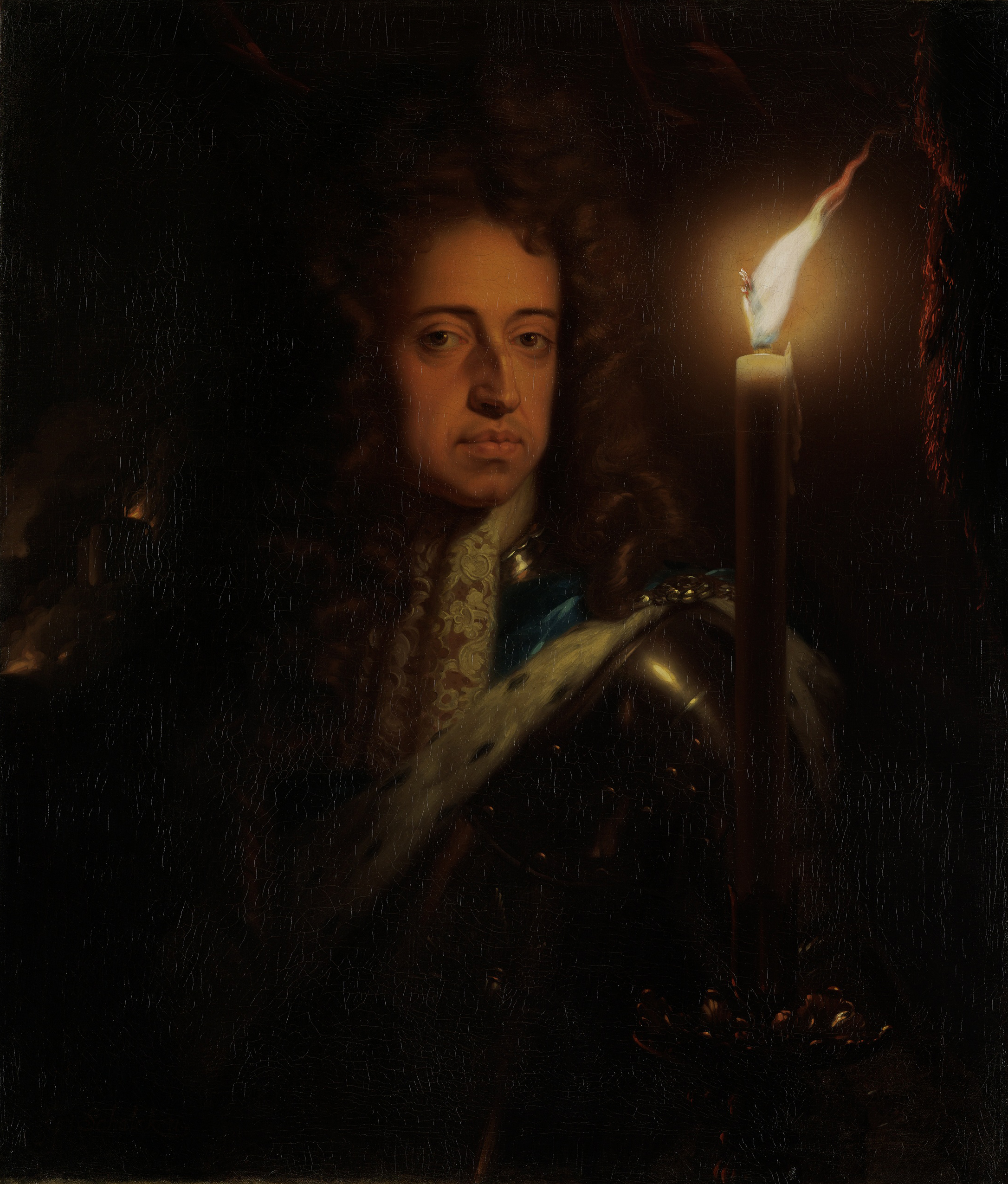
Вильгельм III, принц Оранский, штатгальтер Нидерландов и король Англии. Между 1692 и 1697. Холст, масло. Рейксмюсеум, Амстердам
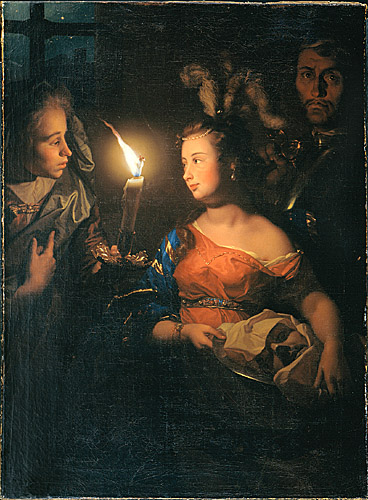
Саломея с головой Иоанна Крестителя. Ок. 1700. Холст, масло. Музей изящных искусств, Монреаль, Канада
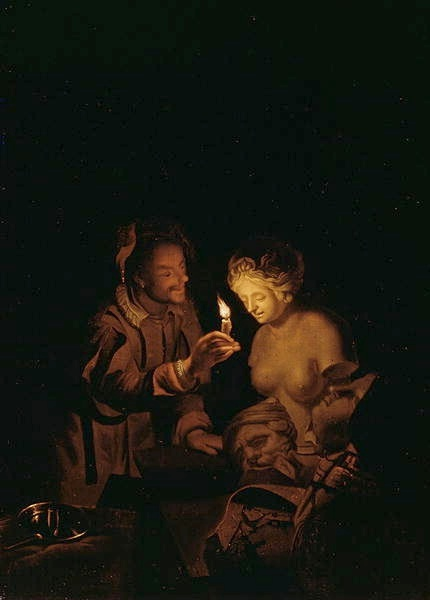
Пигмалион. Между 1650 и 1675. Дерево, масло. Уффици, Флоренция
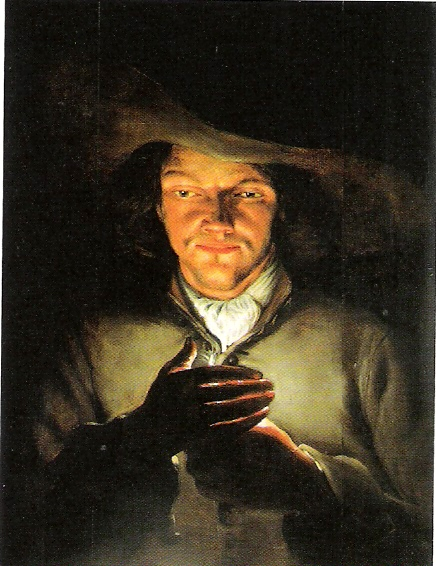
Мужчина с горящей свечой. 1700. Дерево, масло. Кунстпаласт, Дюссельдорф
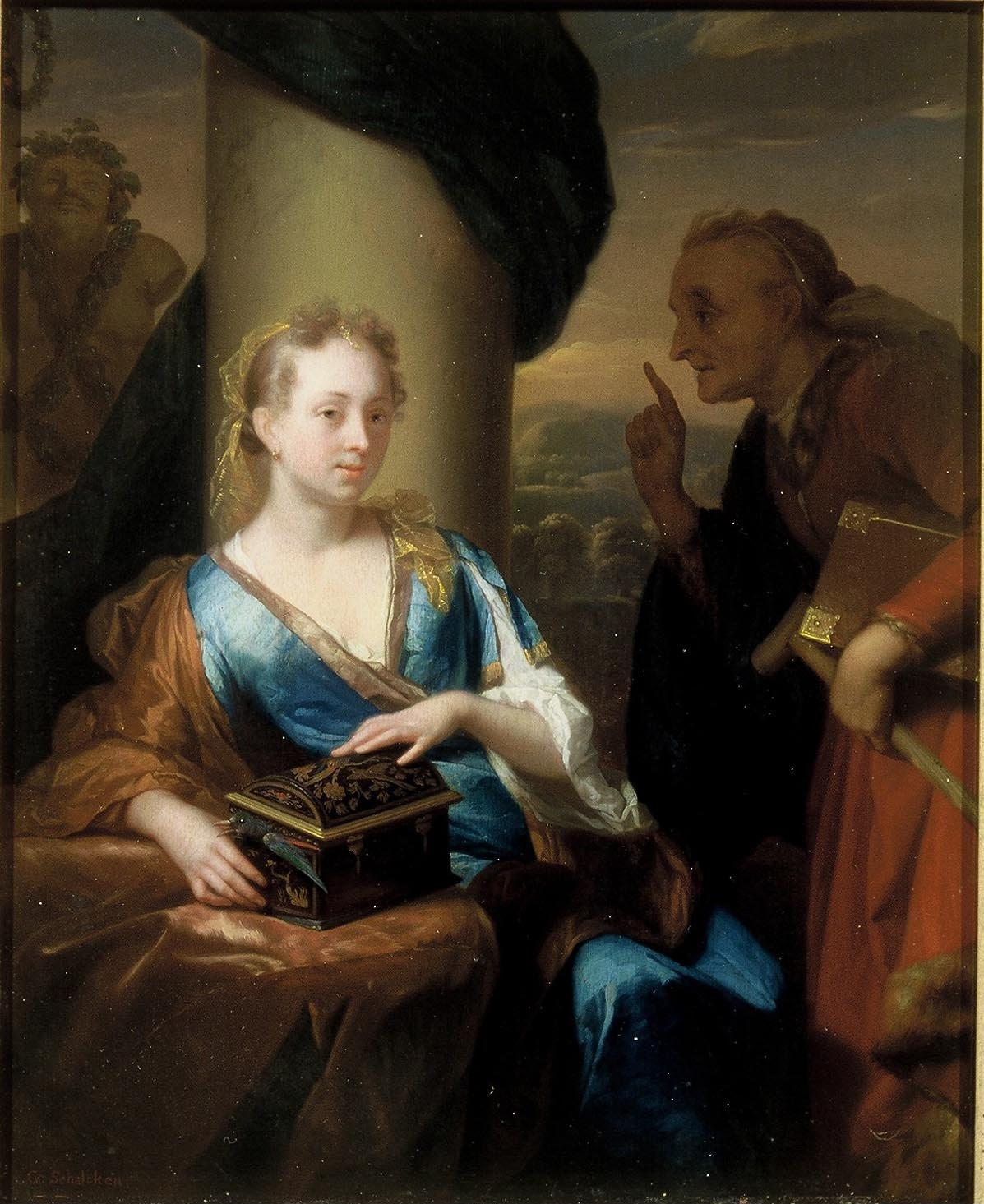
Бесполезный урок морали. Между 1680 и 1685. Дерево, масло. Маурицхёйс, Гаага
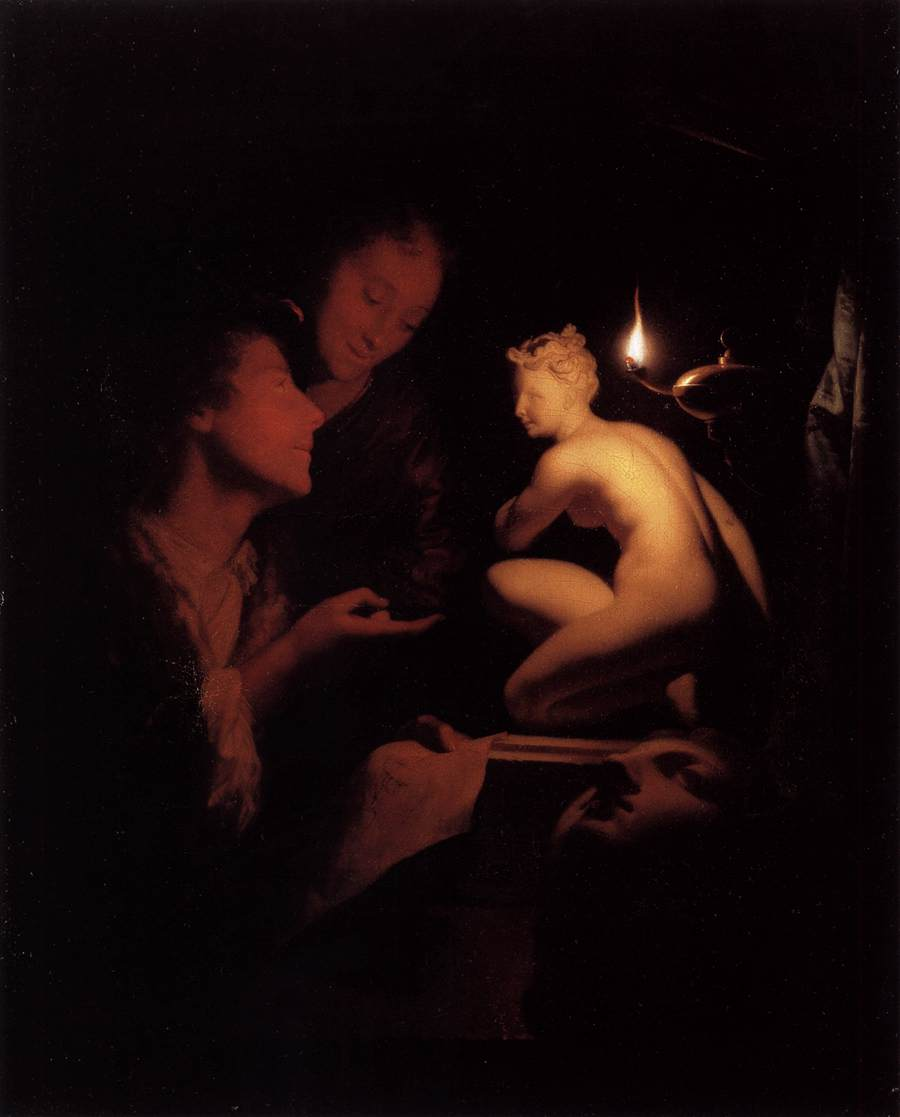
Художник и модель, рассматривающие античную статую. Между 1688 и 1692. Холст, масло. Лейденская коллекция, Нью-Йорк
Медицинская консультация. Между 1680 и 1685. Дерево, масло. Маурицхёйс, Гаага